# Cử nhân Khoa học
Bằng Cử nhân Khoa học (tiếng Anh: Bachelor of Science; viết tắt là BS, BSc, SB, hoặc ScB; gốc Latinh: baccalaureus scientiae hoặc scientiae baccalaureus) là một loại văn bằng cử nhân được cấp cho các chương trình thường kéo dài từ ba đến năm năm.
Trường đại học đầu tiên nhận sinh viên lấy bằng Cử nhân Khoa học là Viện Đại học London vào năm 1860.

## Khác biệt với Cử nhân Nghệ thuật
Tại các trường đại học có cung cấp cả bằng Cử nhân Nghệ thuật và Cử nhân Khoa học trong cùng một chuyên ngành, bằng Cử nhân Khoa học thường tập trung sâu hơn vào một chuyên ngành cụ thể và hướng đến những sinh viên có ý định theo đuổi các chương trình sau đại học hoặc một ngành nghề có liên quan mật thiết đến chuyên ngành đó. Ví dụ như tại Đại học Columbia, dù cùng một chuyên ngành về khoa học máy tính nhưng bằng Cử nhân Khoa học sẽ có mức độ chuyên sâu và chặt chẽ hơn bằng Cử nhân Nghệ thuật cùng ngành.
Việc cấp bằng Cử nhân Khoa học hay Cử nhân Nghệ thuật đôi khi cũng do chính các trường đại học tự quyết định. Ví dụ, một sinh viên kinh tế có thể tốt nghiệp với văn bằng Cử nhân Nghệ thuật ở một trường đại học nhưng lại được cấp bằng Cử nhân Khoa học nếu học ở một trường đại học khác. Một số trường đại học theo truyền thống của Oxford và Cambridge sẽ trao bằng Cử nhân Nghệ thuật cho tất cả sinh viên, kể cả các chuyên ngành kỹ thuật, toán học và khoa học. Trong khi đó, một số cơ sở học thuật khác chỉ cung cấp bằng Cử nhân Khoa học ngay cả trong các lĩnh vực như nhân văn hay xã hội học.